# 마리 엘카 팡에스투

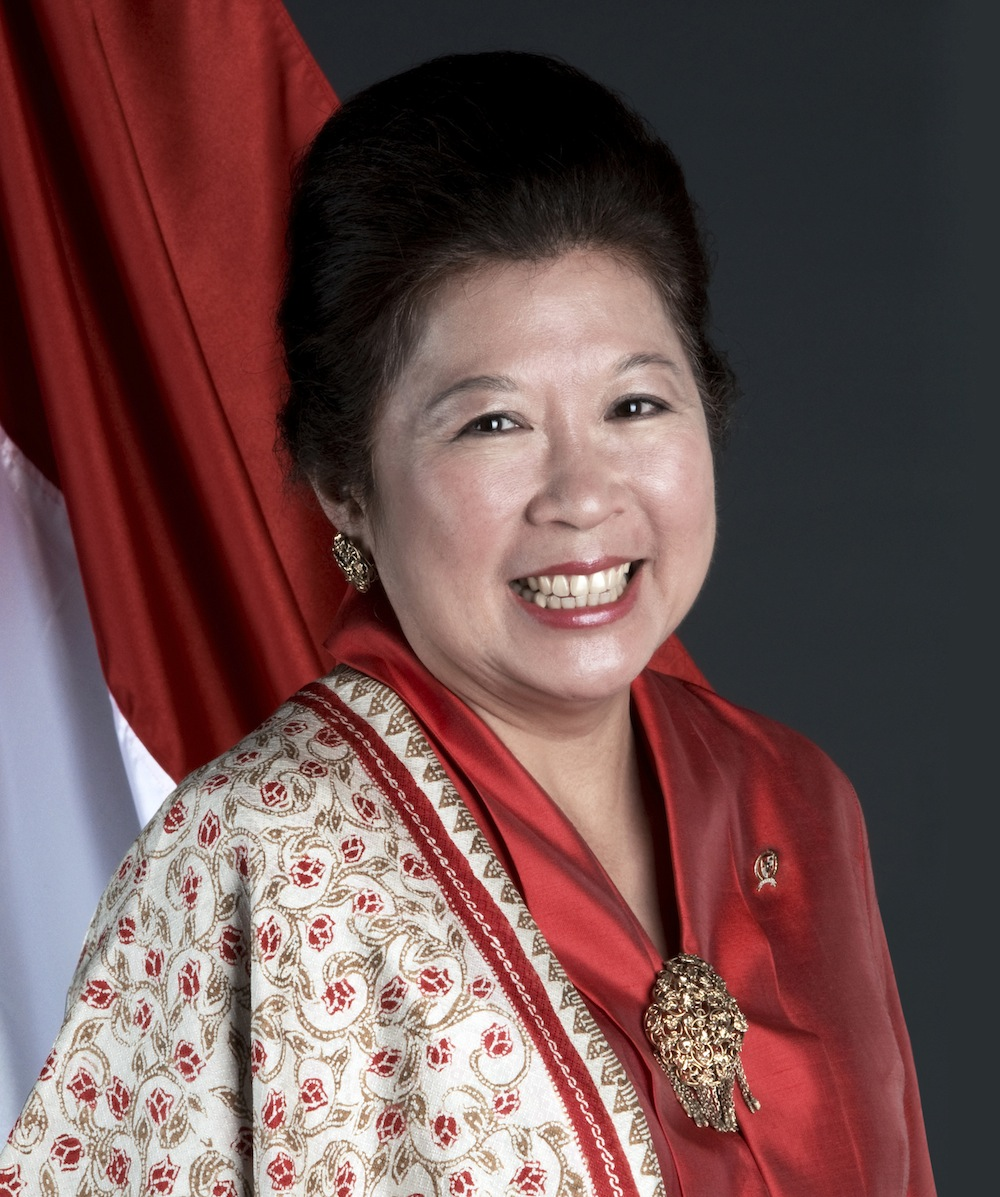

마리 엘카 팡에스투(인도네시아어: Mari Elka Pangestu)는 인도네시아의 정치인이다. 하카계 인도네시아인으로, 중국식 이름은 펑휘란(馮慧蘭)이다.
2004년부터 2011년까지 인도네시아의 무역장관으로 재직했으며, 2011년부터 2014년까지 관광창조경제장관으로 재직했다.